# Cerodontha subangulata
Cerodontha subangulata är en tvåvingeart som först beskrevs av Malloch 1916.  Cerodontha subangulata ingår i släktet Cerodontha och familjen minerarflugor. Inga underarter finns listade i Catalogue of Life.